# Аранда-де-Дуеро

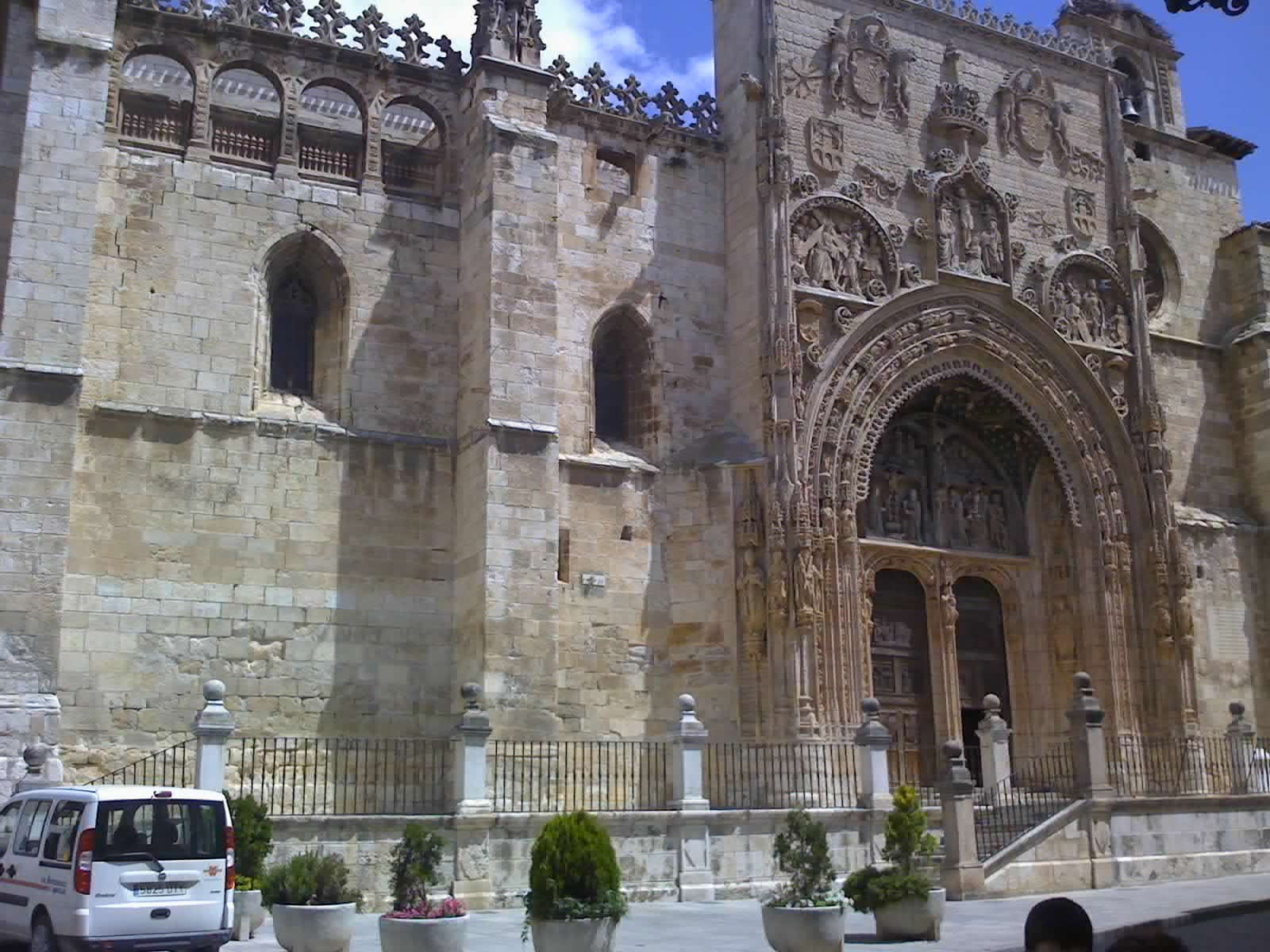
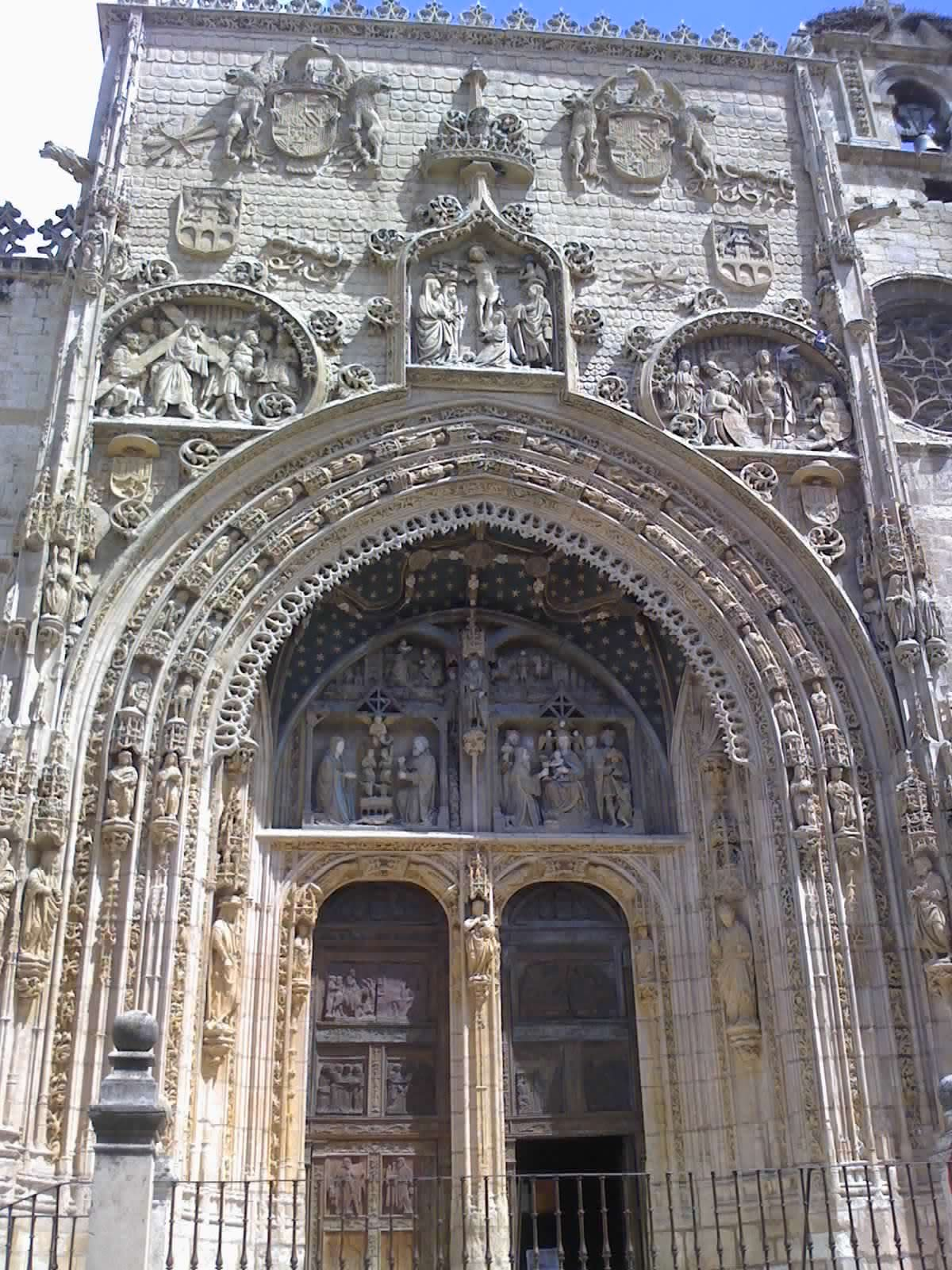
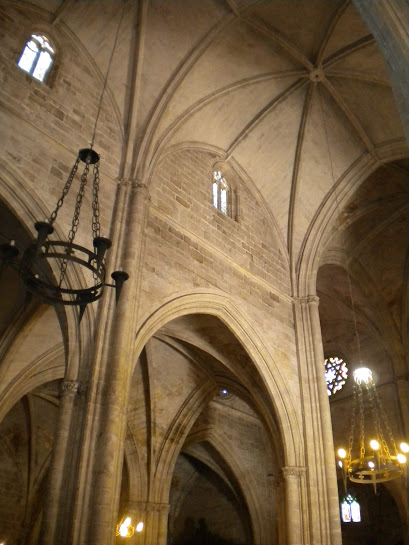
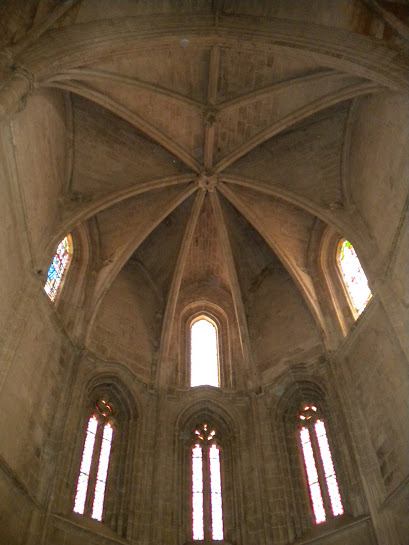

Аранда-де-Дуеро (ісп. Aranda de Duero) — муніципалітет в Іспанії, у складі автономної спільноти Кастилія-і-Леон, у провінції Бургос. Населення — 33 154 особи (2010).
Муніципалітет розташований на відстані близько 140 км на північ від Мадрида, 75 км на південь від Бургоса.
На території муніципалітету розташовані такі населені пункти: (дані про населення за 2010 рік)

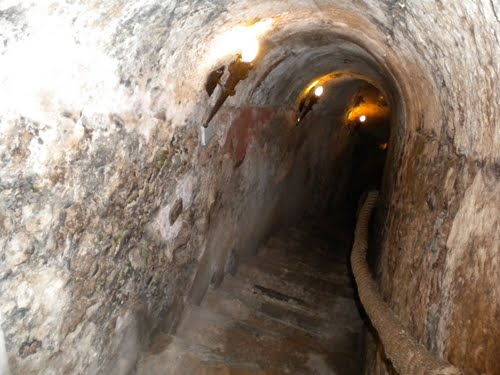
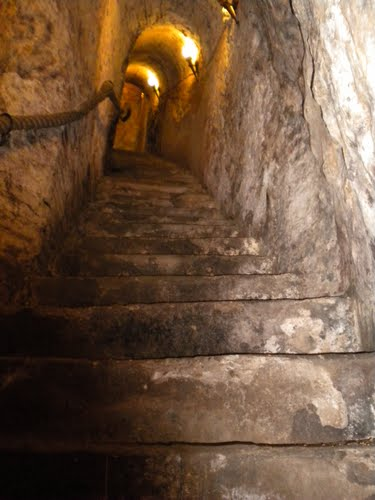
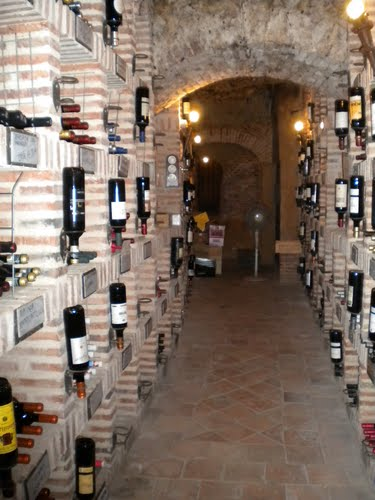
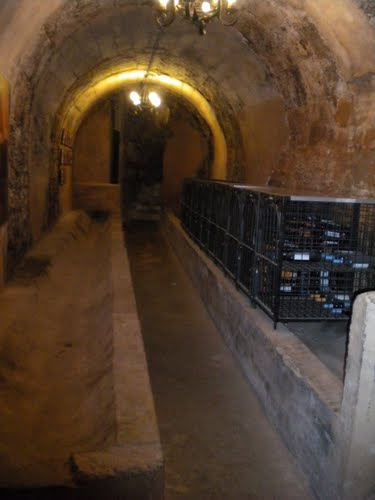

- Ла-Агілера: 254 особи
- Аранда-де-Дуеро: 32537 осіб
- Сіновас: 132 особи
- Ла-Калабаса: 130 осіб
- Монте-Костахан: 101 особа

## Демографія
Динаміка населення (INE ):